# Juan Carlos Blanco Acevedo
Juan Carlos Blanco Acevedo (Montevideo 6 de diciembre de 1879-3 de mayo de 1952) fue un abogado y político uruguayo perteneciente al Partido Colorado.

## Familia
Hijo de Juan Carlos Blanco Fernández y de Luisa Acevedo Vásquez. Sus hermanos Pablo, Eduardo y Daniel también tuvieron destacada actuación política.
Casado con Sofía Margarita Idiarte Borda Platero.

## Carrera
Egresado como abogado de la Universidad de la República.
Fue Ministro de Relaciones Exteriores entre el 22 de diciembre de 1924 y el 2 de julio de 1926. Fue también embajador de Uruguay en Argentina, Brasil y Estados Unidos.
| Predecesor: Pedro Manini Ríos | Ministro de Relaciones Exteriores 22 de diciembre de 1924-2 de julio de 1926 | Sucesor: Rufino T. Domínguez |